# Ataj Kojczukułow
Ataj Kojczukułow (ur. 21 marca 1989) – kirgiski zapaśnik w stylu klasycznym. Zajął 30. miejsce na mistrzostwach świata w 2014. Zdobył brązowy medal w mistrzostwach Azji w 2012. Ósmy na Uniwersjadzie w 2013, jako zawodnik Kyrgyz State Law Academy w Biszkeku.
Wicemistrz Azji kadetów w 2006 roku.